# Prace interwencyjne
Prace interwencyjne – forma subsydiowanego zatrudnienia, polegająca na zatrudnienie bezrobotnego przez pracodawcę, które nastąpiło w wyniku umowy zawartej z urzędem pracy.
Oznaczają wejście w stosunek prawny urzędu pracy i pracodawcy w celu utworzenia nowych miejsc pracy dla określonej w umowie grupy osób znajdujących się w niekorzystnej lub bardzo niekorzystnej sytuacji na rynku pracy. Zawarcie umowy stanowi podstawę refundacji części kosztów, które pracodawca poniósł na skutek wynagrodzeń, nagród i obowiązkowych ubezpieczeń społecznych na rzecz zatrudnionych pracowników.
Do osób znajdujących się w niekorzystnej sytuacji na rynku pracy zaliczyć należy:
- bezrobotnych do 25. roku życia,
- bezrobotnych powyżej 50. roku życia,
- bezrobotnych nieposiadających kwalifikacji zawodowych, doświadczenia zawodowego lub wykształcenia średniego,
- bezrobotnych, którzy samotnie wychowują co najmniej jedno, niepełnoletnie dziecko,
- bezrobotnych niepełnosprawnych,
- osoby pozostające bez pracy po odbyciu kary więzienia,
- osoby trwale pozbawione zatrudnienia lub osoby które zakończyły realizację kontraktu socjalnego lub kobiety, które po urodzeniu dziecka pozostają nieaktywne zawodowo.

W bardzo trudnej sytuacji na rynku pracy znajduje się każda osoba, która pozostaje bez zatrudnienia przez minimum 24 miesiące.
Prace interwencyjne są formą pomocy publicznej mającej charakter subsydiów płacowych udzielanych w celu rekrutacji pracownika znajdującego się na rynku pracy w sytuacji niekorzystnej lub bardzo niekorzystnej.
Do obowiązków pracodawcy należy utrzymanie miejsca pracy przez:
- 2 lata w przypadku małych i średnich przedsiębiorstw, 3 lata dla pozostałych (warunek ten dotyczy nowo powstałych miejsc pracy),
- 1 rok (w przypadku rekrutacji).

Beneficjentami środków mogą być:
- osoby prawne (tj. organizacje społeczne, organizacje zawodowe, stowarzyszenia, fundacje, spółki z o.o., publiczne zakłady opieki zdrowotnej),
- osoby fizyczne (wyjątek stanowią przedsiębiorcy działający w sektorze transportu).

Pracodawca może zawrzeć umowę z Urzędem Pracy, jeżeli:
- w ciągu ostatnich 6 miesięcy liczba zatrudnionych pracowników nie zmniejszyła się o 10%,
- nie zostały podjęte w jego sprawie czynności likwidacyjne bądź postępowanie upadłościowe.